# Wojciech z Pakości
Wojciech z Pakości herbu Leszczyc. 1316 podczaszy brzeski, a następnie awansował bezpośrednio na urząd wojewody brzeskiego. Nastąpiło to po 1322 r., a przed 28 kwietnia 1325 r. Z godnością tą występował do 1350 r. W 1343 roku był właścicielem Barcina.
Jako świadek uczestniczył w polsko-krzyżackim procesie warszawskim 1339 roku.
W 1347 r. był w Jerozolimie. Złożył tam śluby, że dopóki nie odzyska Ziemi Świętej, nie będzie zasiadał do posiłku przy stole. Następnie został przyjęty do zakonu rycerskiego założonego przez Filipa de Mézieres, kanclerza króla Cypru Piotra I.